# Skulpturenpark Schloss Gottorf

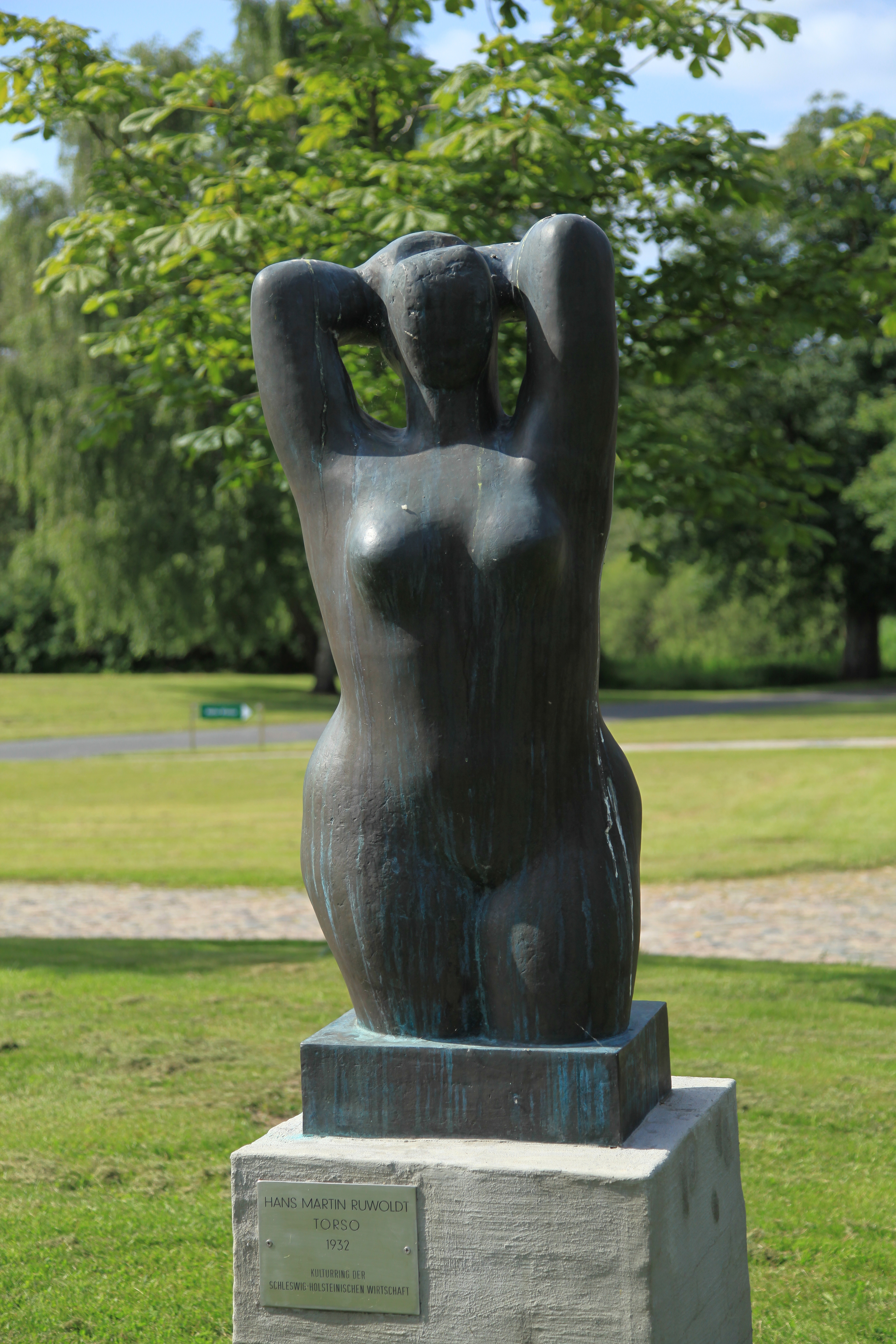
Hans Martin Ruwoldt, Torso, 1932

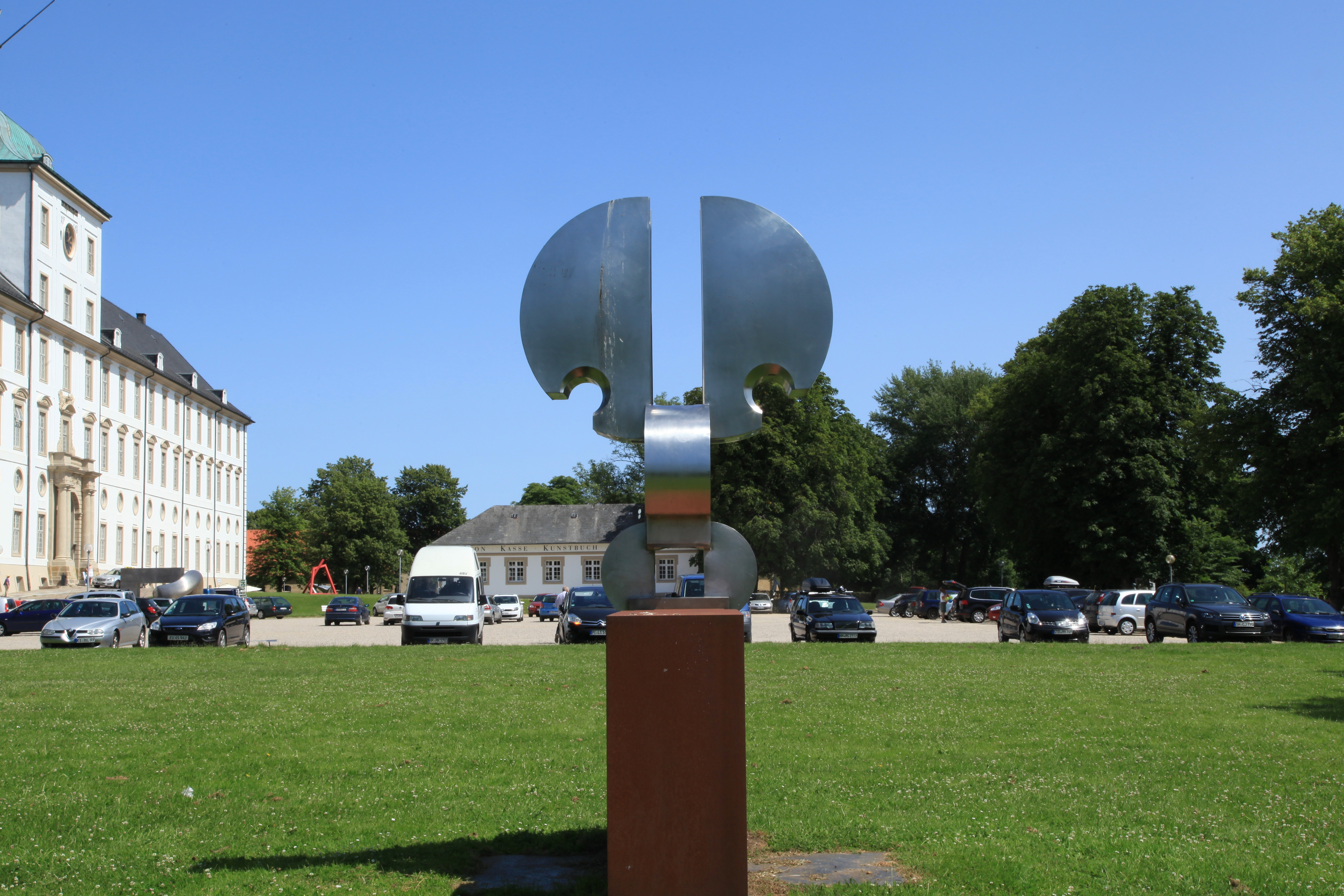
Jörn Pfab, Großer Mauerreiter, 1979–80

Der Skulpturenpark Schloss Gottorf ist ein Skulpturenpark im Südwesten von Schleswig, auf der Schlossinsel im Burgsee am westlichen Ende der Schlei.

## Projektbeschreibung
Schloss Gottorf ist die größte Schlossanlage Schleswig-Holsteins und seit 1947 Sitz der Landesmuseen. In seinen Gebäuden sind das Landesmuseum für Kunst und Kulturgeschichte und das Archäologische Landesmuseum untergebracht. Die Gebäude werden von Parkanlagen umgeben, in denen Skulpturen aufgestellt sind. Das älteste Werk stammt aus dem Jahr 1889, das jüngste aus 2013. Figurative Skulpturen überwiegen, seit den 1960er Jahren kommen abstrakte Werke hinzu.

„… Es finden sich jene für die norddeutschen Bildhauerkunst tragende Positionen ebenso wie solche, die stellvertretend und beispielhaft für die Konfliktlinien der Kunstentwicklung seit 1945 stehen können.“

## Künstler und Werke
Aktuelle Informationen und Werkfotos zu allen präsenten Künstlern sind gesammelt auf der Webseite KUNST@SH.
- Magdalena Abakanowicz: Handlike tree – Figura ultima (2003–04)[3]
- Edgar Augustin: Schreitender (1966)
- Edgar Augustin: Schreitender Torso (1965–66)
- Adolf Brütt: Eva mit ihren Kindern (1889)
- Karl Heinz Engelin: Phantastischer Spaziergang (1985)[4]
- Fritz Fleer: Großer Athlet (1985)
- Fritz Fleer: Großer Sitzender (1964)
- Fritz Fleer: Najade (1981)
- Hans-Joachim Frielinghaus: Amazone (1971–79)[5]
- Karlheinz Goedtke: Nereide (1985)
- Volkmar Haase: Drei Stelen (1984)
- Volkmar Haase: Offenes Dreieck (1967–72)
- Volkmar Haase: Stele mit Kugelkopf (1981)
- Karl Hartung: Flügelsäule (1960–61)
- Karl Hartung: Großer Sitzender (1951–52)
- Karl Hartung: Stehende Figur (1956–57)
- Karl Hartung: Thronoi (1958–59)
- Karl Hartung: Urgeäst (1950)
- Karl Hartung: Taille (1955)
- Bernhard Heiliger: Baum zwischen zwei Welten (1982)
- Bernhard Heiliger: Kronos (1983)
- Emil Jensen: Erscheinung (1931)
- Jan Koblasa: Schutzstein (1989)[6]
- Jan Koblasa: Tempel (1982–89)
- Jan Koblasa: Vier Boten (1990)
- Hans Kock: Stele Maritim (1977)[7]
- Klaus Kütemeier: Kniende weibliche Figur (1981–83)
- Klaus Kütemeier: Sitzende (1985–89)
- Klaus Kütemeier: Sitzende Figur (1988–94)
- Klaus Kütemeier: Stehender weiblicher Torso (1984–85)
- Klaus Kütemeier: Stehende weibliche Gewandfigur (2007–12)
- Klaus Kütemeier: Tierähnliche Form (1998–2006)
- Uli Lindow: Pendant (982)
- Martin Matschinsky und Brigitte Denninghoff: Ramm II (1970)
- Karl Menzen: Spaltung-Fügung-Überwindung (1993–95)
- Karl Menzen: Di Testa II
- Karl August Ohrt: Torso M – Torso W (1961)
- Jörn Pfab: Großer Mauerreiter (1979–80)
- Jörn Pfab: Quadrolog (1980–81)
- Jörn Pfab: ohne Titel (1978)
- Jörg Plickat: Eros und Psyche (1988–1990)[8]
- Ursula Querner: Narziss (1964–65)
- Hans Martin Ruwoldt: Torso (1932)
- Hans-Dieter Schrader: Viereck und Viereck (1986)
- Annemarie Schulte-Wülwer: Würfel (1982)
- Pierre Schumann: Kämpfende Vögel (1968)
- Heinrich Schwarz: Zwei Bronzestelen (1973)[9]
- Gustav Seitz: Flensburger Venus (1963)
- Manfred Sihle-Wissel: Segelsäule (1990)
- Manfred Sihle-Wissel: Stele (1979)
- Daniel Spoerri: Schädelbaum (1993)
- Rudolf Valenta: Four Walls (1988–89)
- Hans Wimmer: Biga (1988–91)
- Harald Worreschk: Stoische Figur (1992–94)
- Harald Worreschk: Sockel (1981–88)
- Norddeutscher Bildhauer des 18. Jahrhunderts: Diana (um 1750)

Alle Angaben entstammen der Broschüre Kunst anders sehen … in und um Schloss Gottorf. Die Angaben auf der Website des Landesmuseum für Kunst und Kulturgeschichte sind veraltet.

## Weitere Künstler und Werke im Skulpturenpark
- Johannes Brus: Elefantenkopf (2010)
- Manfred Sihle-Wissel: Phoenix (2011)
- Hans Kock: Doppelfigur (2007)
- Jan Koblasa: Heiliger Sebastian (1991)
- Harald Worreschk: Zwei Stelen (ohne weitere Angaben)[12]

## Fotos

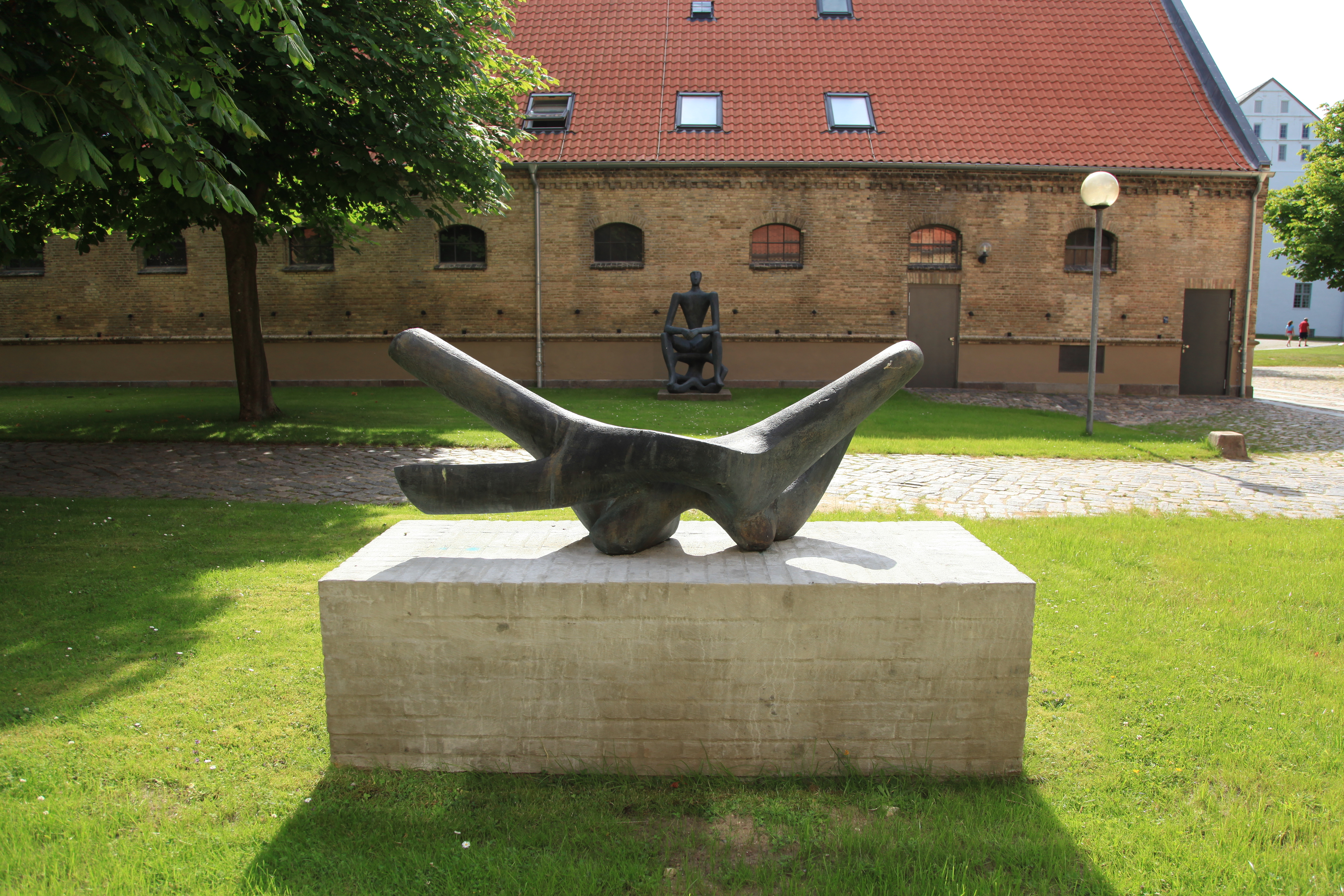
Karl Hartung: Urgeäst (1950)
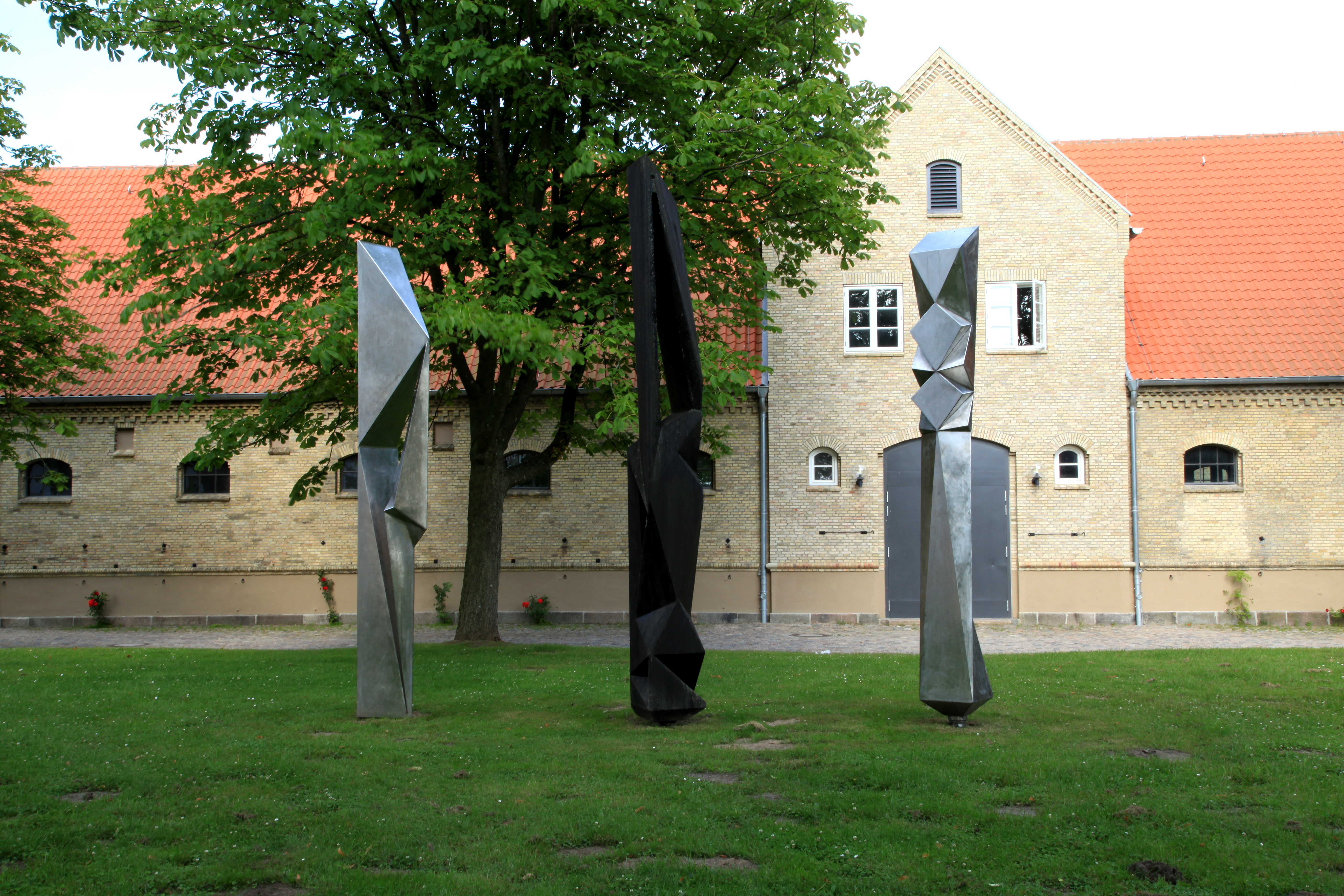
Volkmar Haase: Drei Stelen (1984)
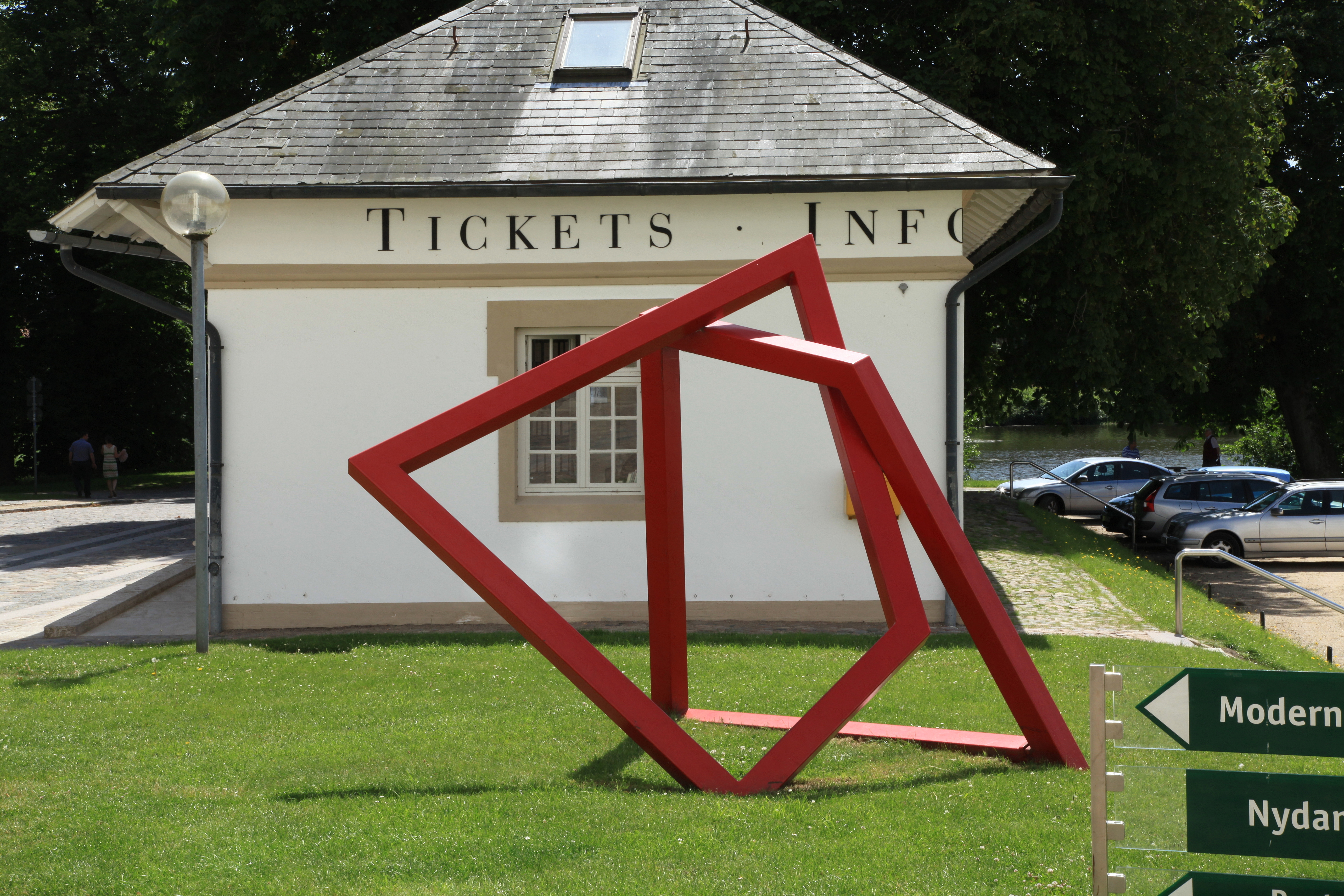
HD Schrader: Viereck und Viereck (1986)
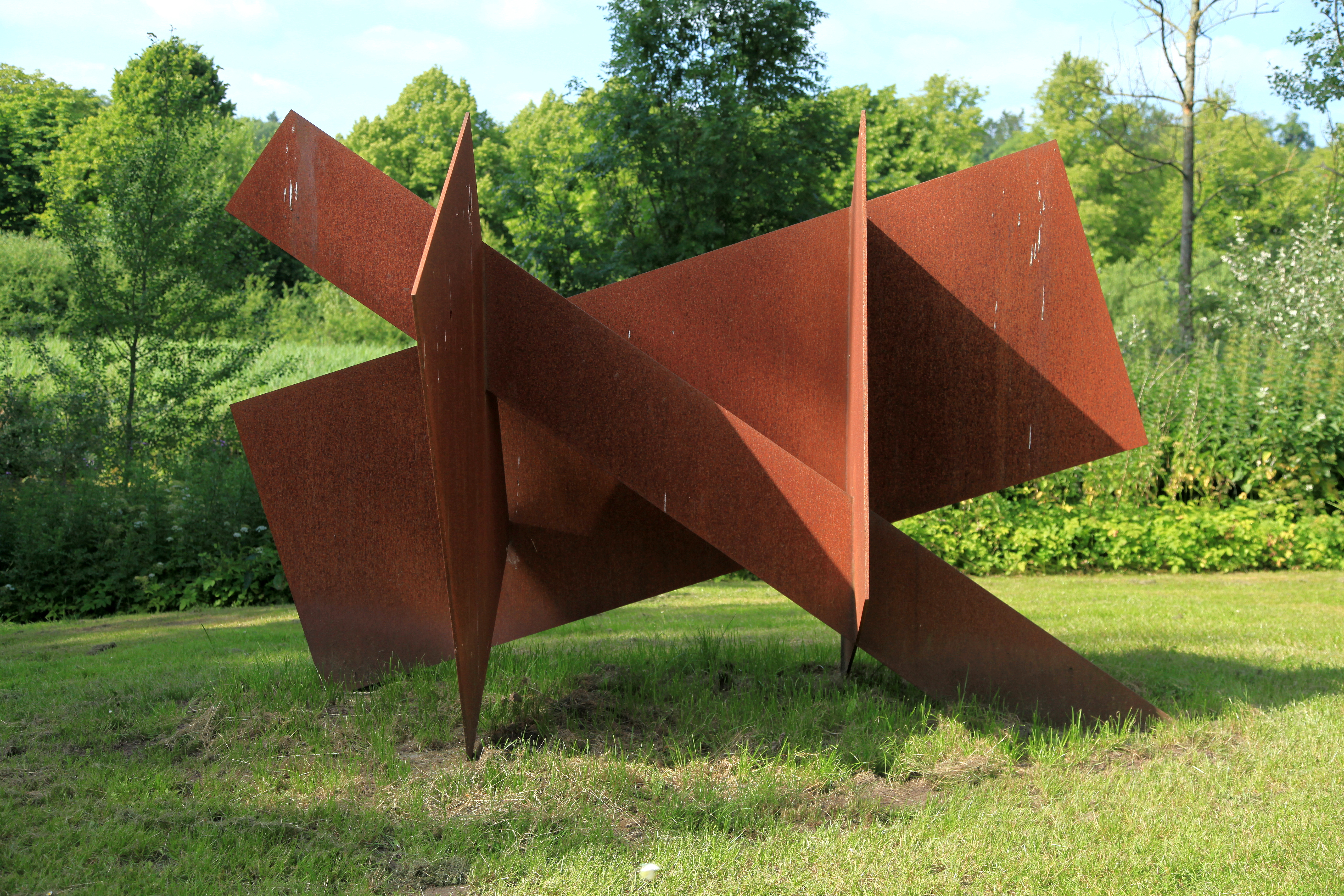
Rudolf Valenta: Four Walls (1988–89)
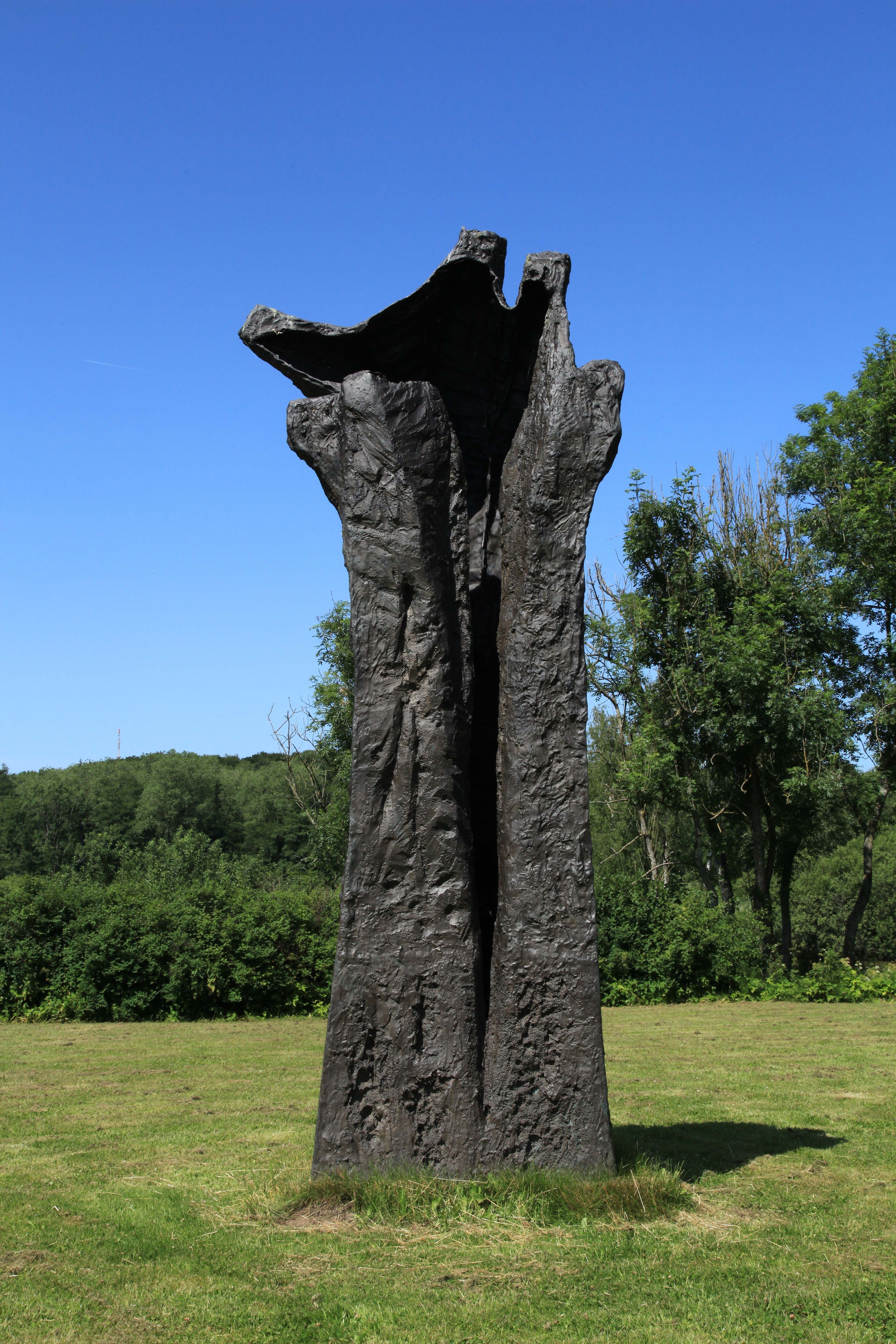
Magdalena Abakanowicz: Handlike tree – Figura ultima (2003–04)

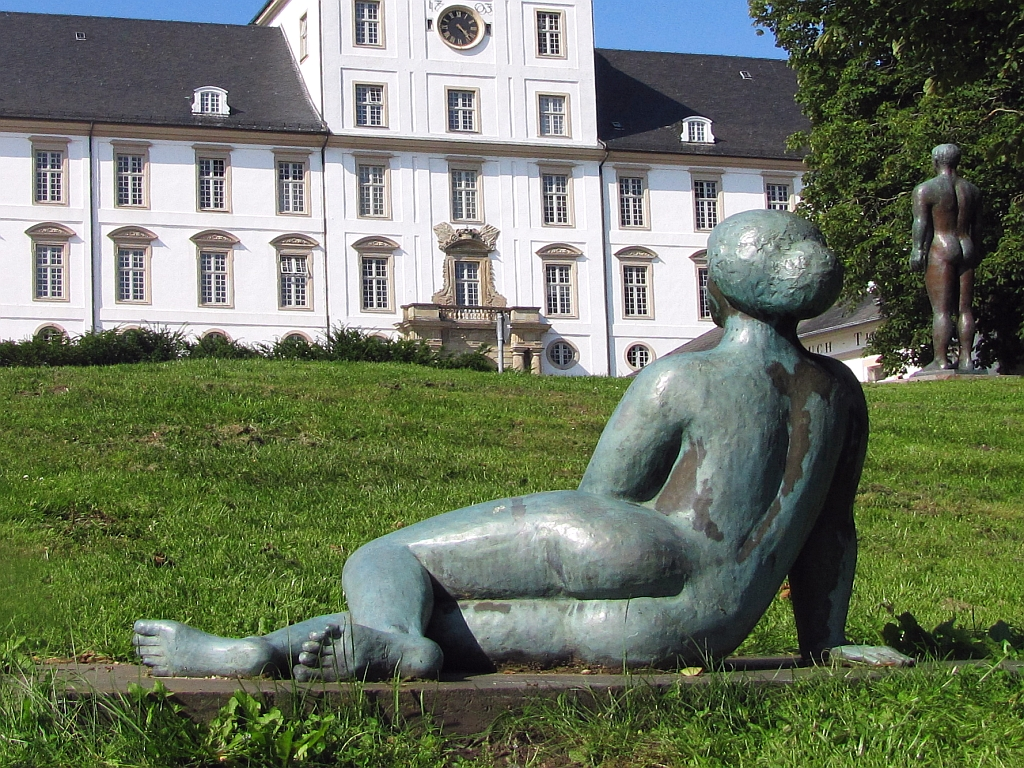
Fritz Fleer: Najade (1981)
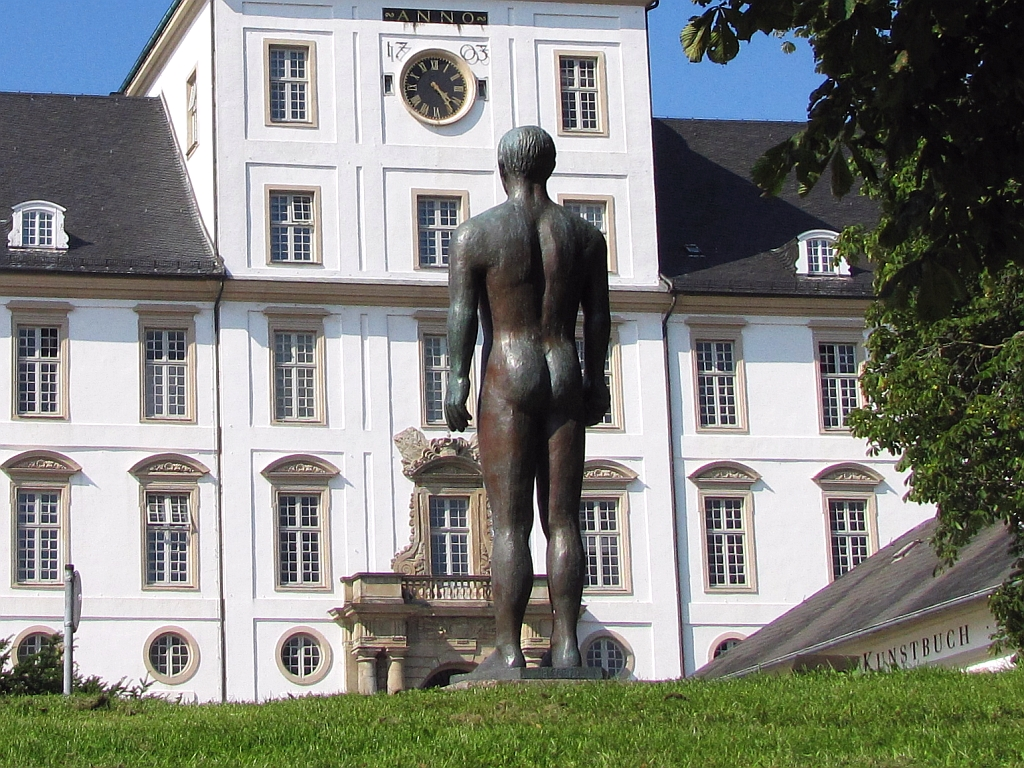
Fritz Fleer: Großer Athlet (1981)
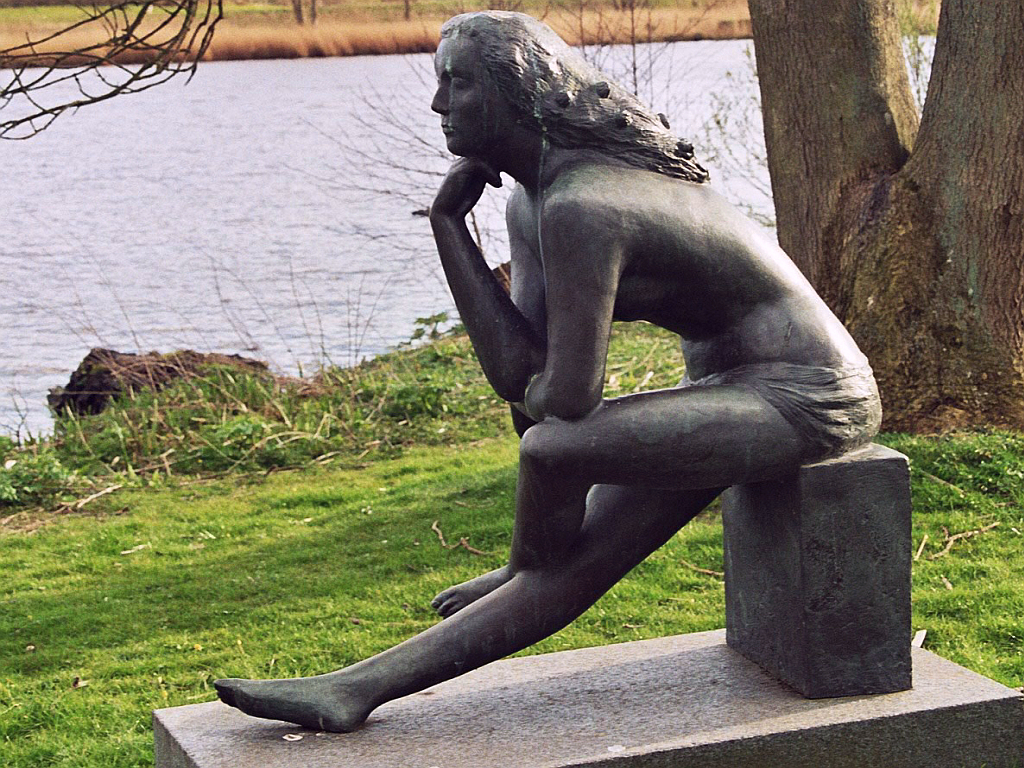
Karlheinz Goedtke: Nereide (1985)
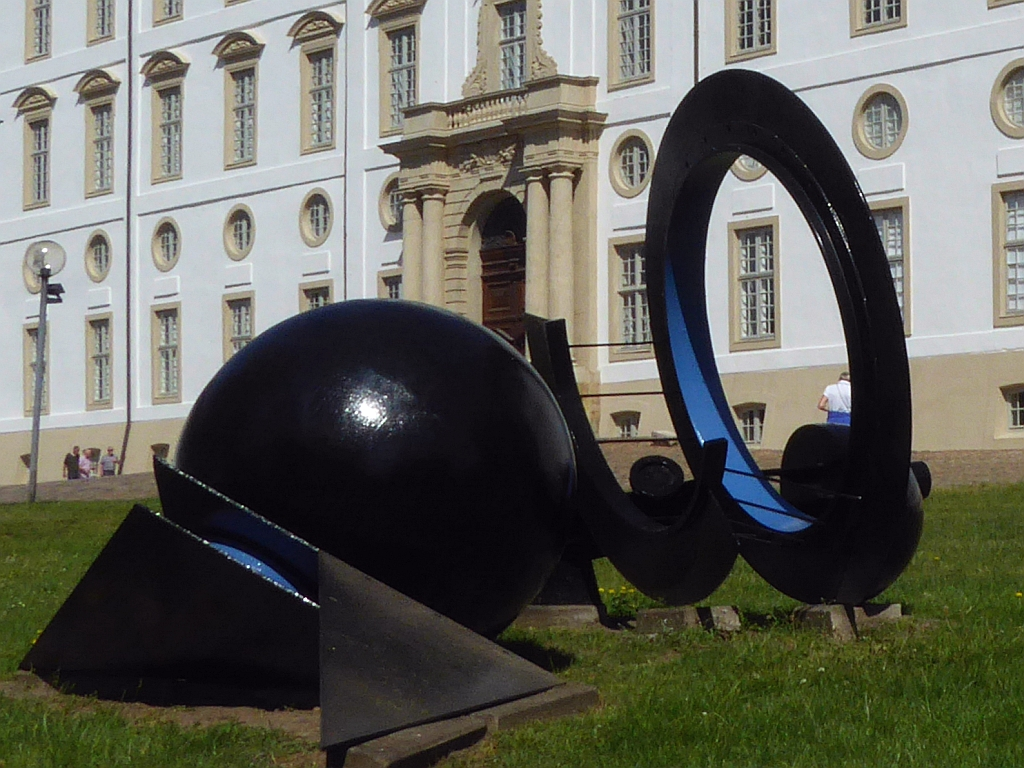
Bernhard Heiliger: Kronos (1983)
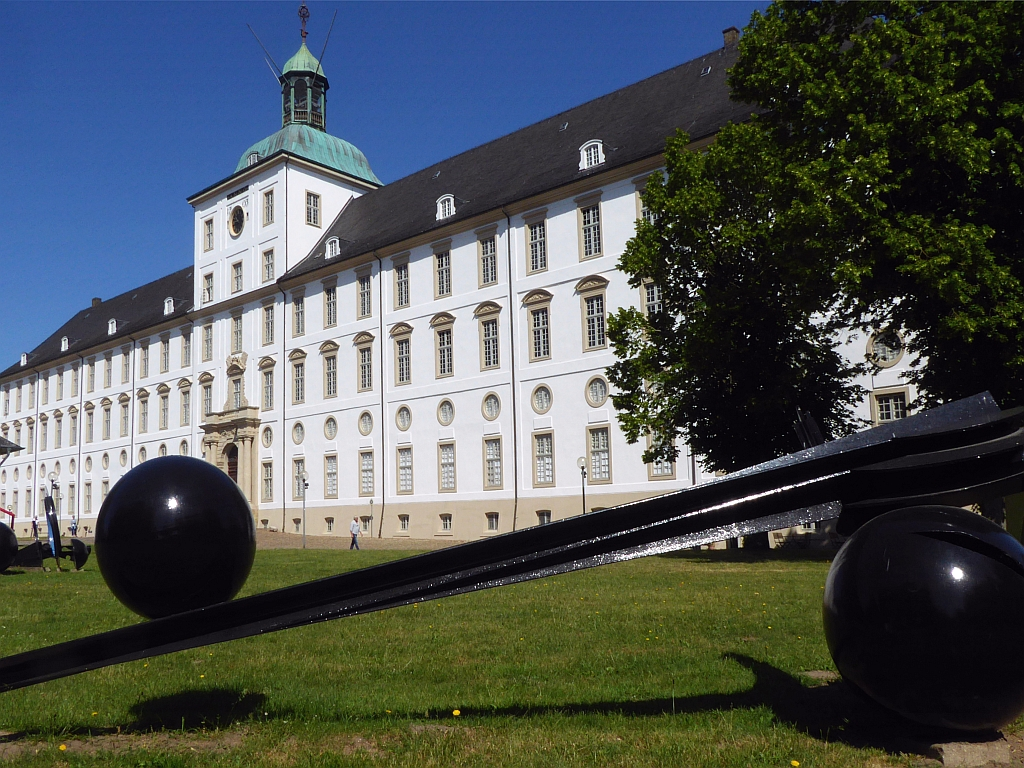
Bernhard Heiliger: Baum zwischen zwei Welten
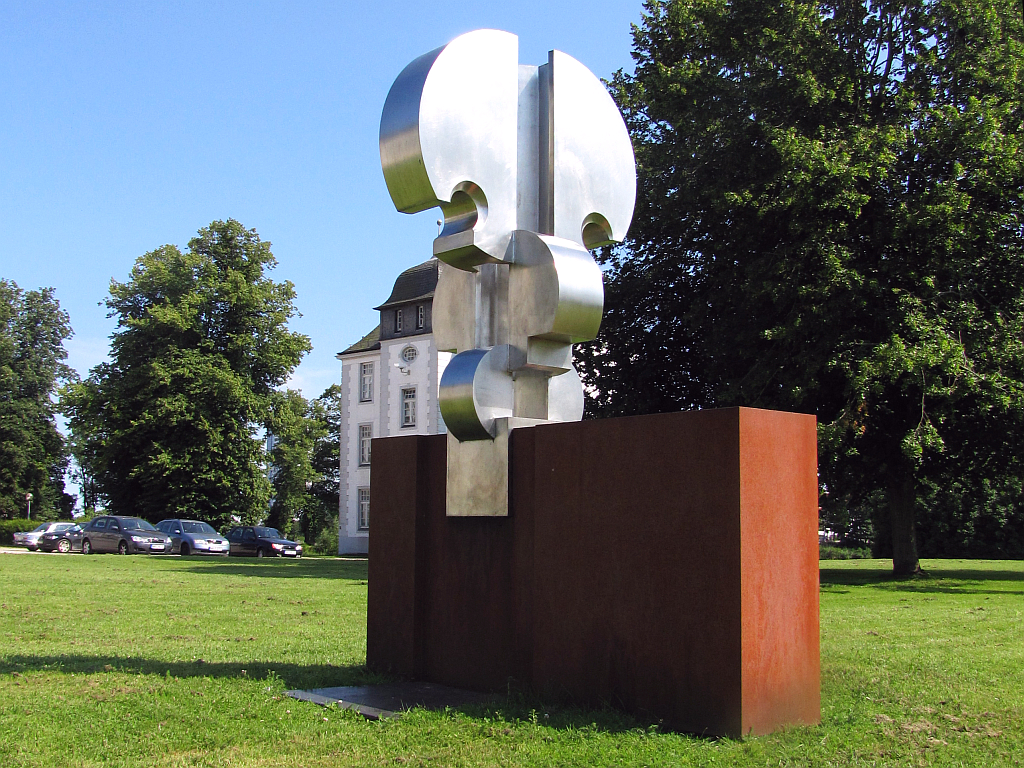
Jörn Pfab: Großer Mauerreiter (1980)
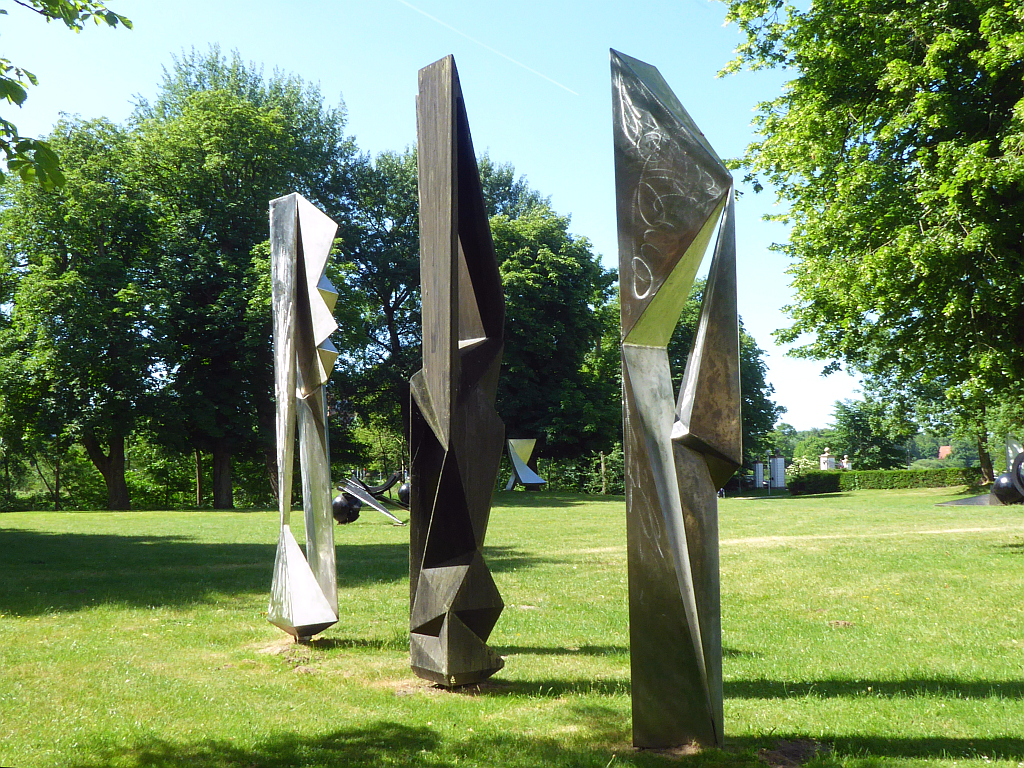
Volkmar Haase: Drei Stelen (1984)
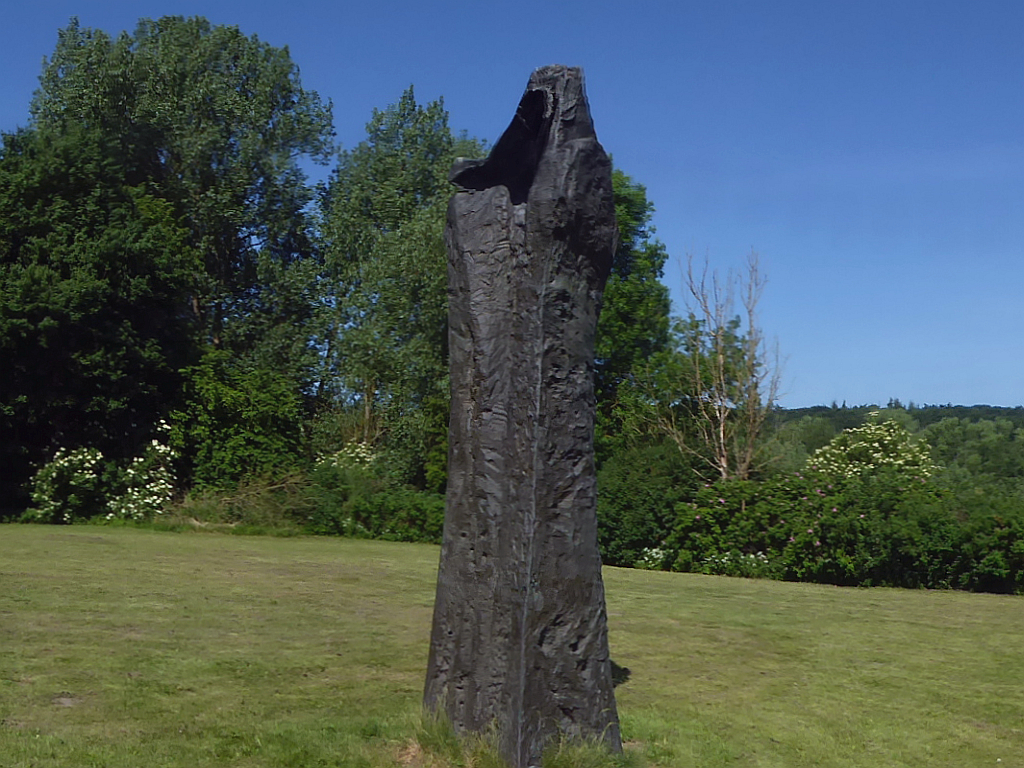
Magdalena Abakanowicz: Handlike Tree – Figura Ultima (2004)
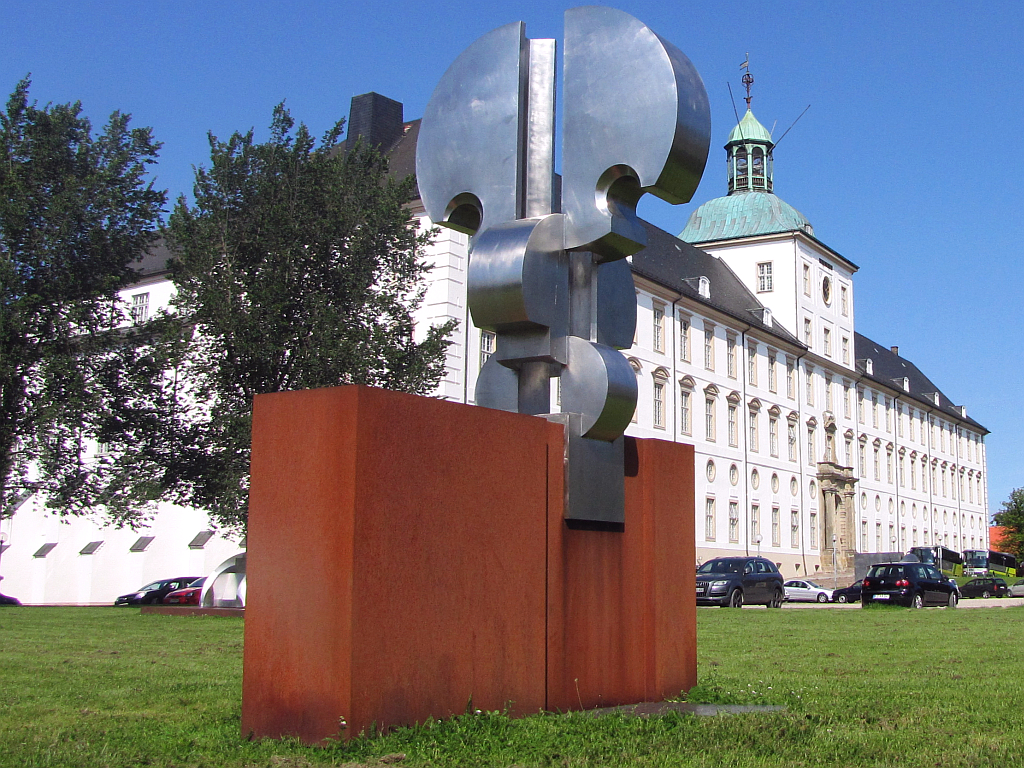
Jörn Pfab: Großer Mauerreiter (1980) vor dem Südflügel